# Dmitri Muràtov
Dmitri Muràtov (rus: Дмитрий Андреевич Муратов)  (Samara, 29 d'octubre de 1961), nom complet amb patronímic Dmitri Andréievitx Muràtov, és un periodista rus, i actual redactor en cap del diari rus Nóvaia Gazeta. Va ser guardonat amb el Premi Nobel de la Pau el 2021, juntament amb Maria Ressa, «pels seus esforços per protegir la llibertat d'expressió, que és un requisit previ per a la democràcia i la pau duradores». És el tercer rus, després de l'activista dels drets humans Andrei Sàkharov i el president soviètic Mikhaïl Gorbatxov, a qui s'atorga aquest premi.
Muràtov va cofundar el diari pro-democràcia Nóvaia Gazeta el 1993 amb diversos altres periodistes. Va ser-ne el redactor en cap del 1995 al 2017 i va tornar a assumir el càrrec el 2019. Nóvaia Gazeta és coneguda pels seus informes sobre temes delicats, com ara la corrupció governamental i les violacions dels drets humans.
Com a redactor en cap, va publicar articles d'Anna Politkóvskaia que escrutaven el règim de Putin. Muràtov va ajudar a crear "l'únic diari realment crític amb influència nacional a la Rússia actual", segons el Comitè per a la protecció dels periodistes. El seu diari també ha influït a l'hora de donar llum a les situacions turbulentes de Txetxènia i del Caucas Nord en general.
Rússia el va incloure, a principis de setembre de 2023, en la seva llista d'«agents estrangers», per utilitzar plataformes estrangeres per difondre opinions contràries a Rússia, segons el ministre de Justícia rus. A la pràctica implica que a partir d'aquell moment havia de revelar totes les seves fonts de finançament i marcar totes les seves publicacions, incloses les de les xarxes socials, amb un identificatiu específic. A principis de març de 2022 va demanar un alto el foc incondicional en la invasió d'Ucraïna, i va cedir la seva medalla de Premi Nobel de la Pau a una fundació d'ajut a refugiats ucraïnesos, que va recaptar l'agost de 2023 un total de 103,5 milions de dòlars en benefici d'UNICEF.

## Primers anys i educació
Dmitri Muràtov va néixer el 30 d'octubre de 1961 a Kúibixev, ara anomenada Samara. Va estudiar durant cinc anys a la Facultat de Filologia de la Universitat Estatal de Kúibixev, on va descobrir el seu interès pel periodisme. Mentre era a la universitat, va prendre contacte amb diaris locals i va ocupar una feina a temps parcial com a periodista.
Després d'assistir a la Universitat Estatal de Kúibixev, va servir a l'exèrcit soviètic del 1983 al 1985. Muràtov esmentava l'essència de les seves activitats a l'exèrcit, i es definia a si mateix com a expert responsable de la classificació d'equips.

## Inicis com a periodista
El 1987, Muràtov va començar a treballar com a corresponsal del diari Voljski Komsomólets. Els seus superiors van quedar tan impressionats que a finals del seu primer any va ser nomenat cap del Departament de Joventut del Komsomólskaia Pravda i, més tard, va ser ascendit a editor d'articles de notícies. Muràtov va plegar del Komsomólskaia Pravda el 1988.

## Nóvaia Gazeta
El 1993, Muràtov i vora 50 col·legues més del Komsomólskaia Pravda van marxar per endegar el seu propi diari, titulat "Nóvaia Gazeta". El seu objectiu era crear una publicació "honesta, independent i rica" font per als ciutadans de Rússia. La missió del diari és dur a terme investigacions en profunditat sobre qüestions de drets humans, corrupció i abús de poder. La redacció de Nóvaia Gazeta va començar amb dos ordinadors, dues habitacions, una impressora i cap salari pels empleats. L'expresident soviètic Mikhaïl Gorbatxov va donar generosament alguns dels diners rebuts pel Premi Nobel de la Pau per pagar salaris i ordinadors del diari. Muràtov va ajudar a crear "Novaia Gazeta", on va ser nomenat redactor adjunt de premsa.
Al desembre de 1994-gener de 1995, Muràtov va ser corresponsal a la zona de guerra de la Primera Guerra de Txetxènia.
El 1995 es va convertir en cap del consell de redacció. El novembre del 2017 va plegar del càrrec per voluntat pròpia, després més de 20 anys al capdavant del diari. La seva absència, però, va ser breu, ja que va ocupar de nou el seu càrrec el 2019, després que els treballadors del diari votessin pel seu retorn.
Nóvaia Gazeta és conegut com un dels "únics diaris realment crítics amb influència nacional a Rússia actualment" pel Comitè per a la protecció dels periodistes. Muràtov solia informar sobre temes delicats com ara violacions dels drets humans, corrupció governamental d’alt nivell i abús de poder. Les seves creences polítiques, com el suport a la llibertat de premsa, han provocat conflictes amb altres periodistes i el govern.

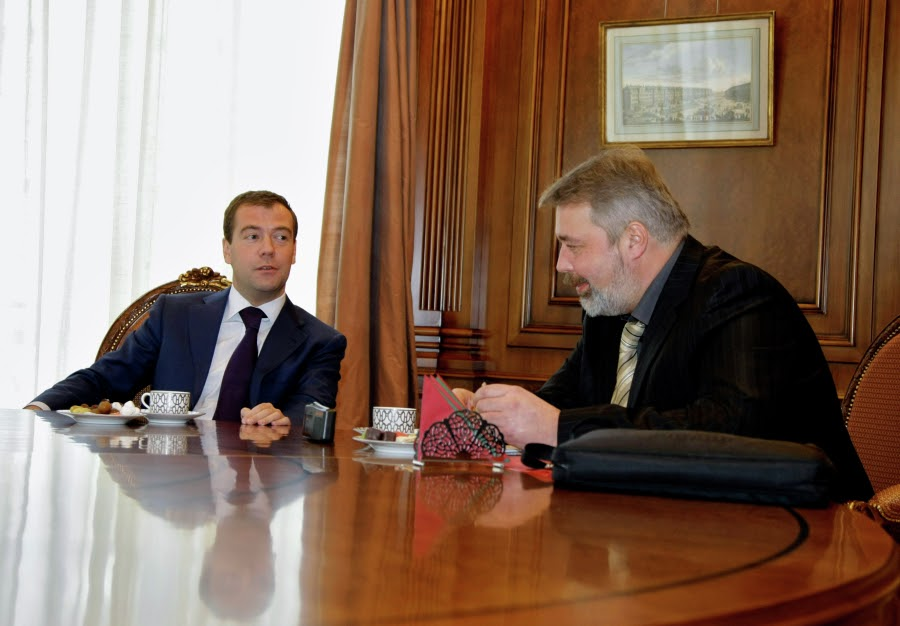
Muràtov entrevista el president Medvédev el 2009

El 2004, el diari va publicar set articles del columnista Gueorgui Rojnov, on acusava Serguei Kirienko de malversació de 4.800 milions de dòlars amb fons del Fons Monetari Internacional el 1998, quan era primer ministre de Rússia. El diari basava les acusacions en una carta suposadament escrita a Colin Powell i signada pels congressistes estatunidencs Philip Crane, Mike Pence, Charlie Norwood, Dan Burton i Henry Bonilla i publicada al lloc web de l'American Defence Council. El diari afirmava que Kirienko havia utilitzat alguns dels fons malversats per comprar béns immobles als Estats Units. Més tard es va afirmar que la carta era una broma inventada per The eXile. Com a resposta, Kirienko va demandar per difamació Nóvaia Gazeta i Rojnov i, en una sentència a favor de Kirienko, el tribunal va ordenar a Nóvaia Gazeta que retirés totes les publicacions relatives a les acusacions i va dir que el diari "està obligat a publicar només informació provada oficialment que relacioni Kirienko amb la malversació".
Després que Nóvaia Gazeta publiqués una investigació del periodista Denís Korotkov sobre l'empresari rus Ievgueni Prigojin,a l’octubre del 2018, Denís Korotkov i el redactor en cap de Nóvaia Gazeta van ser l’objectiu d’amenaces mitjançnt el lliurament d’un cap de marrà i flors funeràries a les oficines del diari. L'estil de l'amenaça s'assemblava als altres de Ievgueni Prigojin, vinculat al Kremlin.
Nóvaia Gazeta va publicar informes sobre purgues anti-gais a Txetxènia el 2017, on presumptament van morir tres homes i es van detenir i intimidar desenes d’homes més. Després de la publicació, el govern txetxè va negar l'existència de persecucions a la República.
El diari va publicar l’informe de Ielena Milaixina i la llista de 27 txetxens assassinats el 26 de gener de 2017. El diari també va dirigir l’informe i la llista al servei del govern rus Comitè d'Investigació de Rússia, i va demanar al Comitè que investigués les dades sobre llista publicada. Si bé Nóvaia Gazeta citava els noms de 27 txetxens assassinats a la llista, el diari suposava que el nombre real podria ser encara més, de 56 txetxens assassinats aquella nit. El diari va dir que els txetxens presumptament assassinats eren ciutadans de la República de Txetxènia, que van ser detinguts pel servei de seguretat governamental, posats en custòdia dins d'un territori vigilat propietat del regiment de la Policia de Trànsit a la ciutat de Grozni, i executats a trets el 26 de gener (diversos homes foren assassinats brutalment per asfixia) per part de les forces de seguretat de l'Estat sense presentar cap acusació legal.
Des de la fundació de Nóvaia Gazeta, sis dels seus periodistes han estat assassinats. El 2000, Ígor Dómnikov va ser assassinat en un edifici d'apartaments de Moscou. El 2001, Víktor Popkov va morir després de ser ferit en el foc creuat d'un tiroteig a Txetxènia. El 2003, Iuri Sxekotxikhin va morir després d'investigar un escàndol de corrupció on estaven implicats alts càrrecs russos.Anna Politkóvskaia va ser assassinada al seu bloc de pisos el 2006 després de passar la seva carrera cobrint Txetxènia i el nord del Caucas. El 2009, tant Anastassia Babúrova com Natàlia Estemírova foren tirotejades i assassinades.

## Premis i distincions
- Orde de l’Amistat (1999);[24]
- Orde d'Honor;[24]

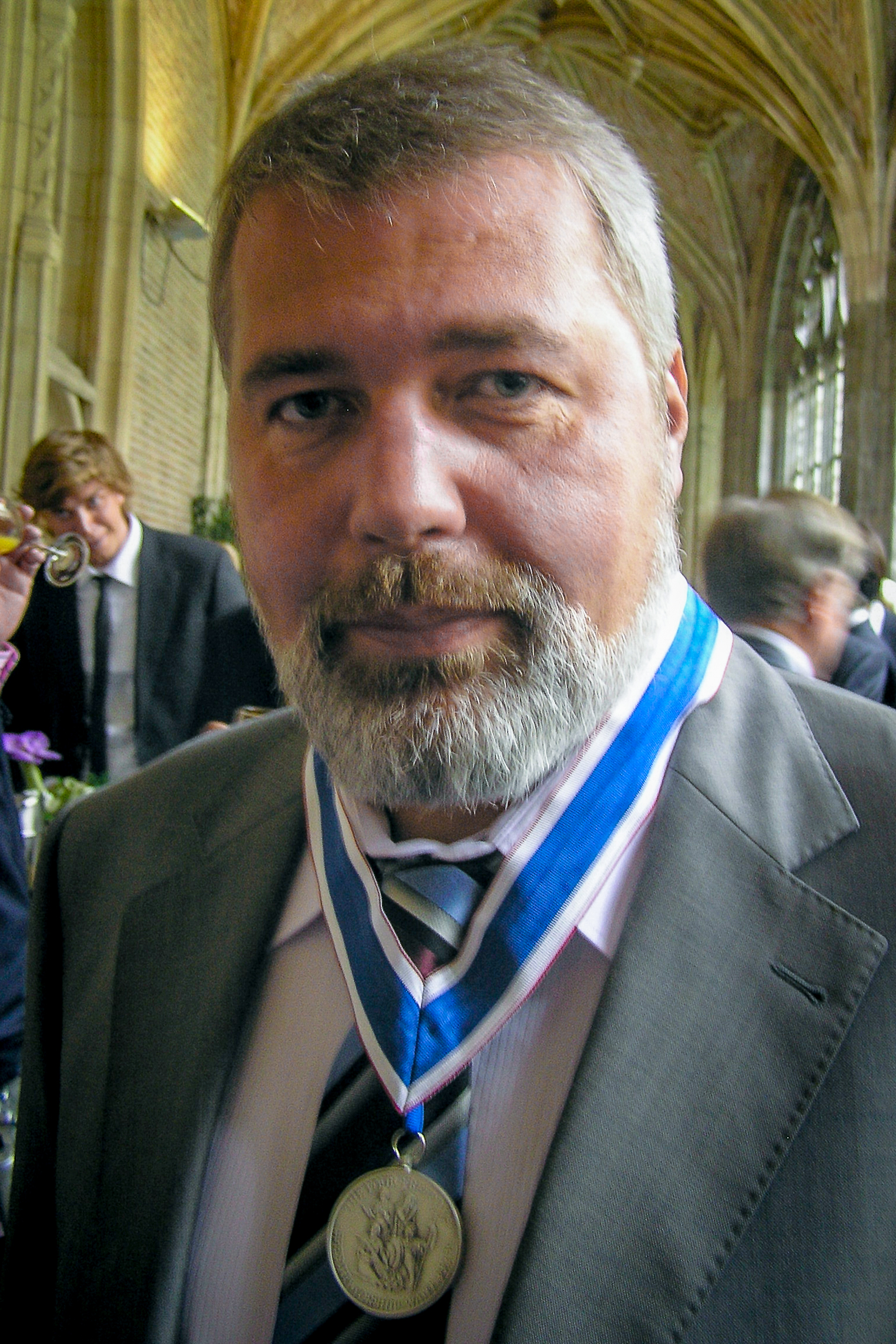
Muràtov després d’haver rebut el Premi Quatre Llibertats el 2010

- Premi «Memorial» per la defensa de la llibertat de premsa.;[24]
- Premi Internacional a la Llibertat de Premsa (2007);[24][25][26]
- Premi Quatre Llibertats (2010)[27]
- Chevalier de l’Orde de la Legió d’Honor (França, 2010);[28]
- Orde de la Creu de Terra Mariana (Estònia, 2013);[29]
- Ploma d'Or a la Llibertat (2016);[30]
- Premi Nobel de la Pau  (2021) — «pels seus esforços per protegir la llibertat d'expressió, que és un requisit previ per a la democràcia i la pau duradores»[3]

## Opinions polìtiques
Muràtov és membre del partit polític Iàbloko.